# ホンジュラス湾

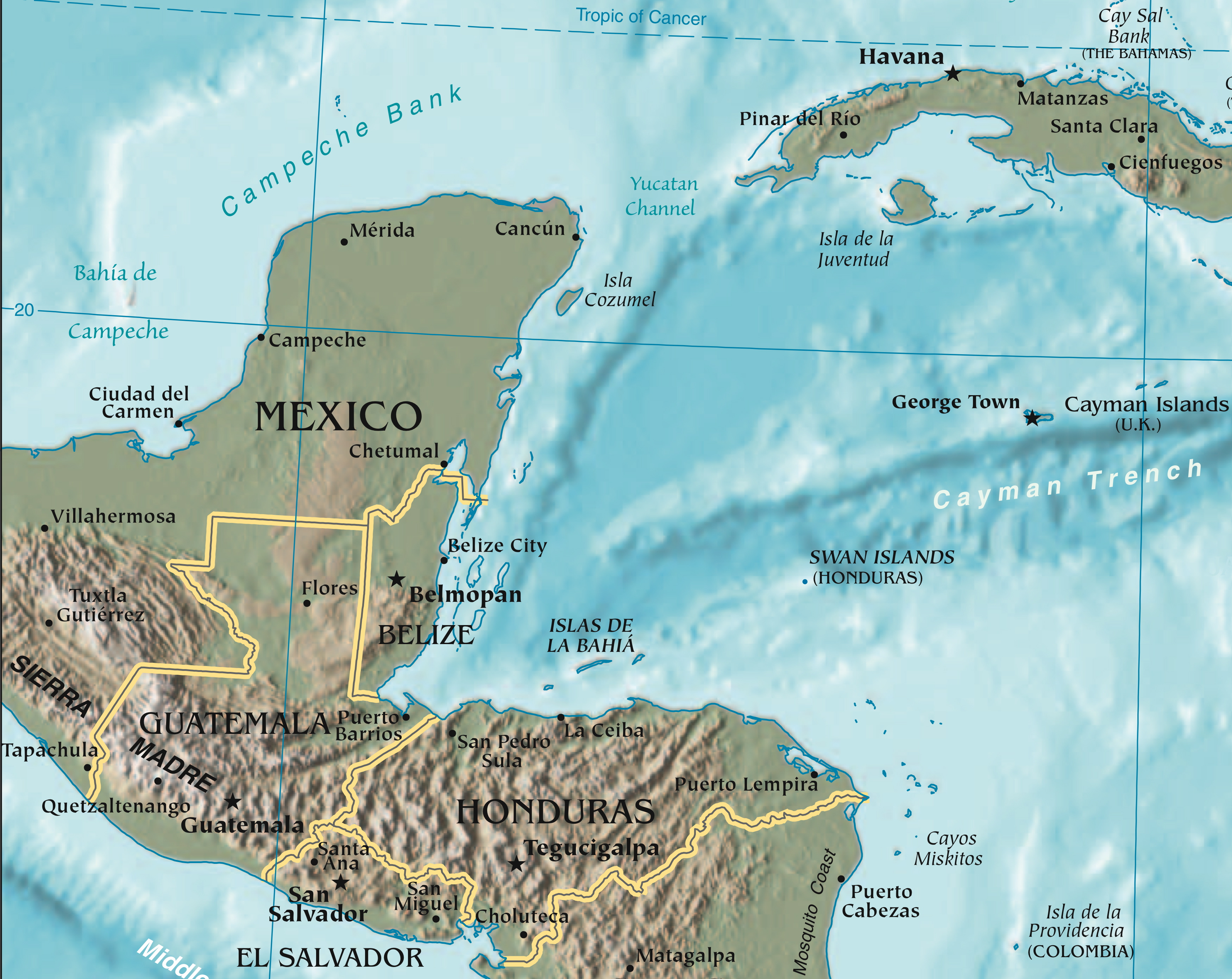
ホンジュラス湾

ホンジュラス湾（ホンジュラスわん、Gulf of Honduras）は、中央アメリカのベリーズ、グアテマラ、ホンジュラスと接する湾であり、カリブ海の一部である。ベリーズ沖には世界第2位の規模をもつ珊瑚礁群グローバーリーフ（Glover Reef）やライトハウスリーフ（Lighthouse Reef）などがある。世界でも綺麗な海のひとつであり、絶好のダイバースポットである。
座標: 北緯16度09分05秒 西経88度15分06秒 / 北緯16.1514度 西経88.2517度